# Kolonnade
En kolonnade (fra fransk colonnade og italiensk colénna, der begge betyder søjle) er betegnelse for en søjlegang eller søjlerække med en eller flere rækker af søjler med overliggende arkitrav.
Kolonnander blev ofte anvendt inden for barok og klassicistisk arkitektur som et galleri foran eller omkring en bygning, som eksempelvis Berninis kolonnade ved Peterskirken i Rom.
Søjlerne kan støtte buer, hvælvinger (buegange) og flade lofter, eller kolonnaden kan på begge sider åbne sig til det frie, som det er tilfældet med Harsdorffs kolonnade ved Amalienborg i København fra 1794.